# Alfons Schulz (niemiecki duchowny)
Alfons Schulz (ur. 27 kwietnia 1871 w Karszewie, zm. 8 maja 1947 w Lippstadt) – niemiecki duchowny katolicki, teolog, profesor Państwowej Akademii w Braniewie i Uniwersytetu Wrocławskiego.

## Życiorys

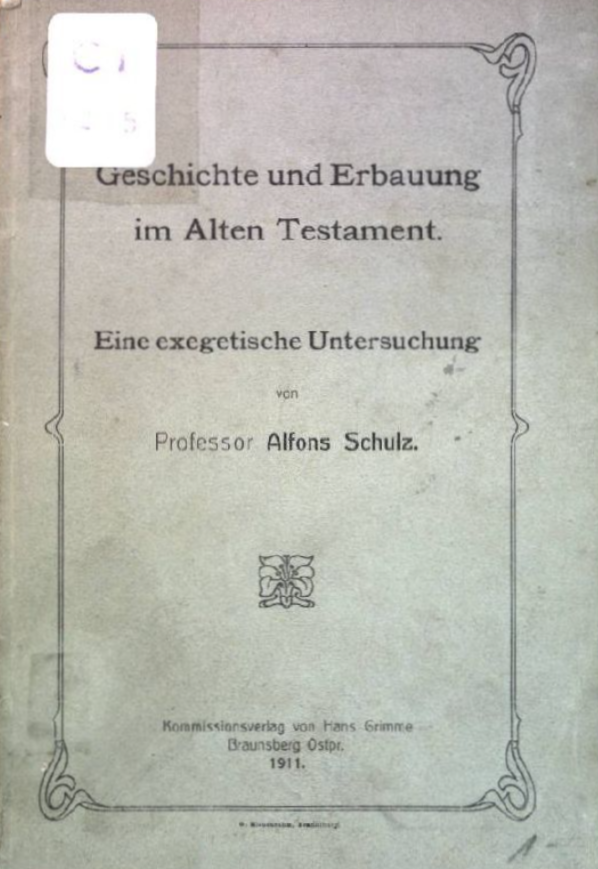
Geschichte und Erbauung im Alten Testament; Eine exegetische Untersuchung, Braniewo 1911

Urodził się 27 kwietnia 1871 roku w Karszewie. W 1891 uzyskał maturę w gimnazjum w Braniewie. W 1900 habilitował się w Lyceum Hosianum. W 1904 został mianowany profesorem nadzwyczajnym w Lyceum Hosianum, w 1907 mianowany profesorem zwyczajnym, od semestru zimowego 1925 do 1936 profesor katedry egzegezy Starego Testamentu Uniwersytetu Wrocławskiego.
Był członkiem Warmińskiego Towarzystwa Historycznego.